# Gordon Douglas Rowley
Gordon Douglas Rowley   (Londres, 31 de juliol de 1921 - Reading, 12 d'agost de 2019) fou un botànic anglès, autor especialista en cactàcies i suculentes.

## Vida i obra
Gordon Douglas Rowley obtingué el seu Bachelor of Science en Botànica a la Universitat de Londres el 1948; on va treballar fins al 1961 a l'Institut John Innes. Va ser professor des de 1981 a la Universitat de Reading. Ha visitat per recol·lectar flora de cactus i de suculentes: Àfrica, EUA i Mèxic.
De 1966 a 1976 va ser President de l'African Succulent Plant Society i de 1983 President de la British Cactus and Succulent Society. Per diversos anys va ser editor de la revista Bradleya.
Morí el 12 d'agost de 2019.

## Premis
- 1981 Medalla Veitch de la Reial Societat d'Horticultura
- 1982 Cactus d'Or de IOS per la seva publicació Repertorium plantarum succulentarum de 1952-1982
- 2001 Allan-Dyer-Preis de Succulent Society of South Africa

## Honors en nomenaments taxons
- Lobivia rowleyi I.Itô 1957
- Pygmaeocereus rowleyanus Backeb. 1962
- Echinopsis rowleyi H.Friedrich 1974
- Senecio rowleyanus H.Jacobsen 1968

## Obra
- Flowering Succulents. Farnham, 1959
- Cissus and Cyphostemma: A short review of succulent Vitaceae, with check-list of names of species. 1968
- Illustrated Encyclopedia of Succulents. New York, 1978. ISBN 0-517-53309-X
- Name that Succulent. Cheltenham, 1980. ISBN 0-85950-447-6
- Intergeneric hybrids in succulents. 1983
- Adenium and Pachypodium Handbook. Botley, 1983
- The Haworthia Drawings of John Thomas Bats. Buckhurst Hill, 1985. ISBN 0-9500507-5-X (conJohn Thomas Bats)
- Caudiciform and Pachycaul succulents: Pachycauls, Bottle-,Barrel-And Elephant-Trees and Their Kin a Collector's Miscellany. Mill Valley, 1987. ISBN 0-912647-03-5
- Succulent Compositae: Senecio & Othonna. Mill Valley, 1992
- Didiereaceae, Cacti of the Old World. Oxford, 1992. ISBN 0-902099-20-5
- Anacampseros, Avonia, Grahamia. Oxford, 1995
- A History of Succulent Plants. Mill Valley, 1997. ISBN 0912647167
- Pachypodium and Adenium. Southampton, 1999. ISBN 0-9528302-7-2
- Crassula, A Grower's Guide. 2003. ISBN 88-900511-1-6
- Teratopia: The World of Cristate and Variegated Succulents. 2006. ISBN 88-95018-08-7

## Abreviatura
L'abreviatura G. D. Rowley s'empra per indicar a Gordon Douglas Rowley com autoritat en la descripció i classificació científica dels vegetals. (consulteu el llistat de tots els gèneres i espècies descrits per aquest autor a IPNI).